# サボテンの秘密
『サボテンの秘密』（サボテンのひみつ、Cactus's Secret）は、春田なな作の漫画作品。『りぼん』（集英社刊）2004年2月号から2005年6月号まで連載された。

## あらすじ
本気で告白する5秒前、好きな人に言われた一言、お前、引田テンコー目指してんの?目ェ気合い入れすぎじゃない?主人公・山田未来にこんなことを言ったのは中学時代から好きだった藤岡京平。中学時代、問題児グループの中にいて、ハデな女の人に囲まれていた藤岡。そして、どちらかというと地味だった未来。近づけるよう努力し、高校に入って同じクラスで隣の席にまでなった。1つ勇気を出して告白をしようとした未来に言った言葉がこんな。ショックを受けた未来はもういい、好きになったのがまちがいだった、忘れて新しい恋をしよう、と思う未来だが、どうしてもあきらめきれずに……。

## 登場人物
山田 未来（やまだ みく）
主人公。高校生。中学生時代は地味な三つ編みの女の子だったが、前から中学が同じだった藤岡京平のことを思い、化粧も髪の染色もダイエットもして思いを告白しようとする。その直前、本人に「引田テンコー目指してんの?」といわれ、1度はあきらめるが、最終的には恋人になる。成績優秀で、常に学年30番以内をキープしている。
藤岡 京平（ふじおか きょうへい）
未来に傷つく一言をあっさり言ってしまう「恋愛カン0」の男。高校生。天然。頭が悪く、高校1年生のときに留年の危機にまでさらされる。もとは金髪のヤンキー。高校入学して、髪を黒く染める。皆瀬菜実と仲がよく、未来は3月に皆瀬との関係を誤解していたばかりにあっさり自分の思いを口にしてしまう。
皆瀬 菜実（みなせ なみ）
高校生。藤岡と仲がよいのは幼馴染ゆえ。付き合っているのではないかと言われた。だが、清純そうに見えてそうでもない。頭が悪く、彼女の中学校は問題児ばかりだと、藤岡とまとめて言われる。その後は未来と友人関係になり、最終回では仲をつなぎとめる役目も。会社員の彼氏（洋一（35））がいる。ちなみに反対から読んでも「みなせなみ」。
夏川 一樹（なつかわ いつき）
高校生。理事長の息子で、女子に人気。高校2年生のときに涙する未来を見てほれる。それ以来藤岡を敵視し、彼にテスト問題に関する罪を着せ、停学処分にする事もあった。だが、怒る未来に言われて反省。しかし、その後も「王子様キャラクター」全開。未来が進路に悩んでいる事を告げ、藤岡を促す役目も。
夏川の出てくる場面のほとんどに薔薇のトーンなどが張られたりしている。
高橋 真樹（たかはし まき）
高校生。中学の時から未来と同じ学校、クラスで未来の過去も知っている。高校になってからも3年とも未来と同じクラスという強運の持ち主。彼氏が居なく、合コンをしようなどと未来にもちかける。明るくノリの良い性格。最近メル友が居たが「キモい（絵文字の使い過ぎ）」などの理由で受信拒否をした。
北村 朋美（きたむら ともみ）
未来たちの学校の保健医の先生が産休に入ったために、代理を勤める。よく語尾にハートをつける。未来と菜実と真樹は少し嫌っている。しかし最終回では未来を励まし、未来に勇気を与えた。巨乳。藤岡と同じゲームをやっている。
山田 陸（やまだ りく）
未来の弟。未来と藤岡がキスしている所を見てしまう。未来が髪型を変えた時、「お前なんか誰も見てねえ」と言って未来をキレさせたことがある。
藤岡 久遠（ふじおか くどう）
藤岡京平の兄。ナンパをよくする。弟の京平と声がそっくりだが、よくからかうため当の本人からはかなり嫌われている。「弟は自分にからかわれるために生まれてきた」と考えている。
本間（ほんま）
未来たちの学校の生活指導。様々な人から嫌われている。未来がヘアカラーをしているため、未来に「お前みたいなバカがきまって成績が悪いんだ。進級できないぞ。」と言ったことがある。

## 書誌情報
1. 2004年8月11日発売、ISBN 4-08-856557-6
2. 2005年1月14日発売、ISBN 4-08-856582-7
3. 2005年6月15日発売、ISBN 4-08-856616-5
4. 2005年10月14日発売、ISBN 4-08-856644-0

## ドラマCD
2004年、応募者全員サービスでドラマCD化された。

### 声の出演
- 山田未来 - 川澄綾子
- 藤岡京平 - 高橋広樹
- 皆瀬菜実 - 水樹奈々

### スタッフ
- 原作：春田なな
- 脚本：土井佐智子
- 音響監督：菊田浩巳
- ミキサー：土屋雅紀、蛯名恭範
- 効果：森永永子（楽音舎）
- 音楽：山根理恵
- 音楽コーディネーター：早川治久（早川屋）
- スタジオ：スタジオごんぐ
- マスタリング：Hi-Brite
- 音響制作：大塚美苗（マリン・エンタテインメント）